# Jan Mycielski (matematyk)
Jan  Stanisław Mycielski (ur. 7 lutego 1932 w Wiśniowej, zm. 18 stycznia 2025 w Boulder) – polsko-amerykański naukowiec: matematyk, logik i filozof. W matematyce zajmował się teorią grafów, kombinatoryką, teorią mnogości, topologią trójwymiarowych rozmaitości topologicznych i informatyką, a w filozofii – filozofią matematyki i teorią poznania.

## Życiorys
Tytuł magistra zdobył na Uniwersytecie Wrocławskim w 1956, stopień doktora w 1957 tamże. W roku 1968 otrzymał tytuł profesora. W pracy naukowej związany był z Instytutem Matematycznym PAN, w latach 1958–1963 jako adiunkt, w 1968 nominowany na stanowisko profesora. Od roku 1967 pracował jako visiting professor na Uniwersytecie Colorado w Boulder, w roku 1969 zatrudniony tam na stałe, od 1997 profesor emeritus tej uczelni.
W roku 1965 otrzymał nagrodę im. Stefana Banacha, w 1977 Nagrodę Fundacji Alfreda Jurzykowskiego, w 1990 Medal im. Wacława Sierpińskiego.
Od 1975 był obywatelem Stanów Zjednoczonych, od 1978 członkiem Amerykańskiego Towarzystwa Matematycznego.
Zmarł 18 stycznia 2025 w swoim domu w Boulder, w stanie Kolorado.